# Eupithecia centaureata
Eupithecia centaureata là một loài bướm đêm trong họ Geometridae.

## Hình ảnh

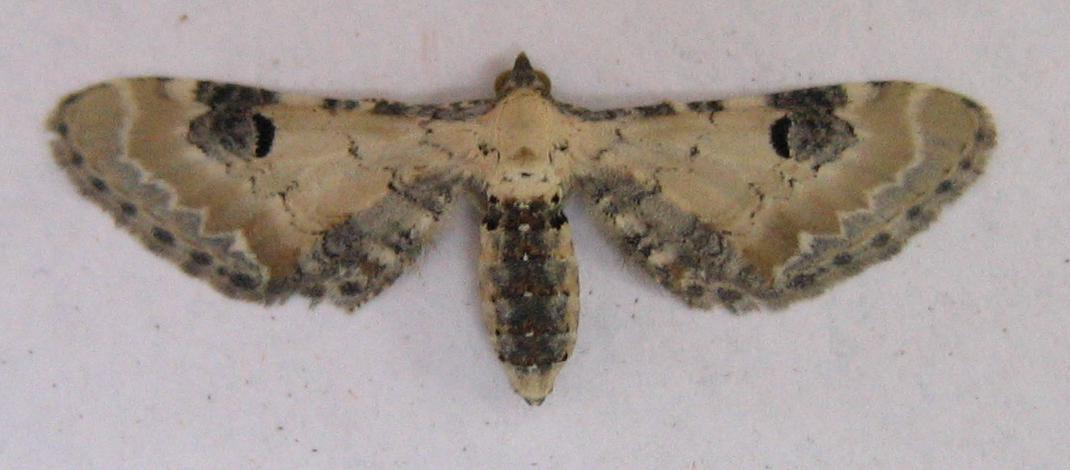
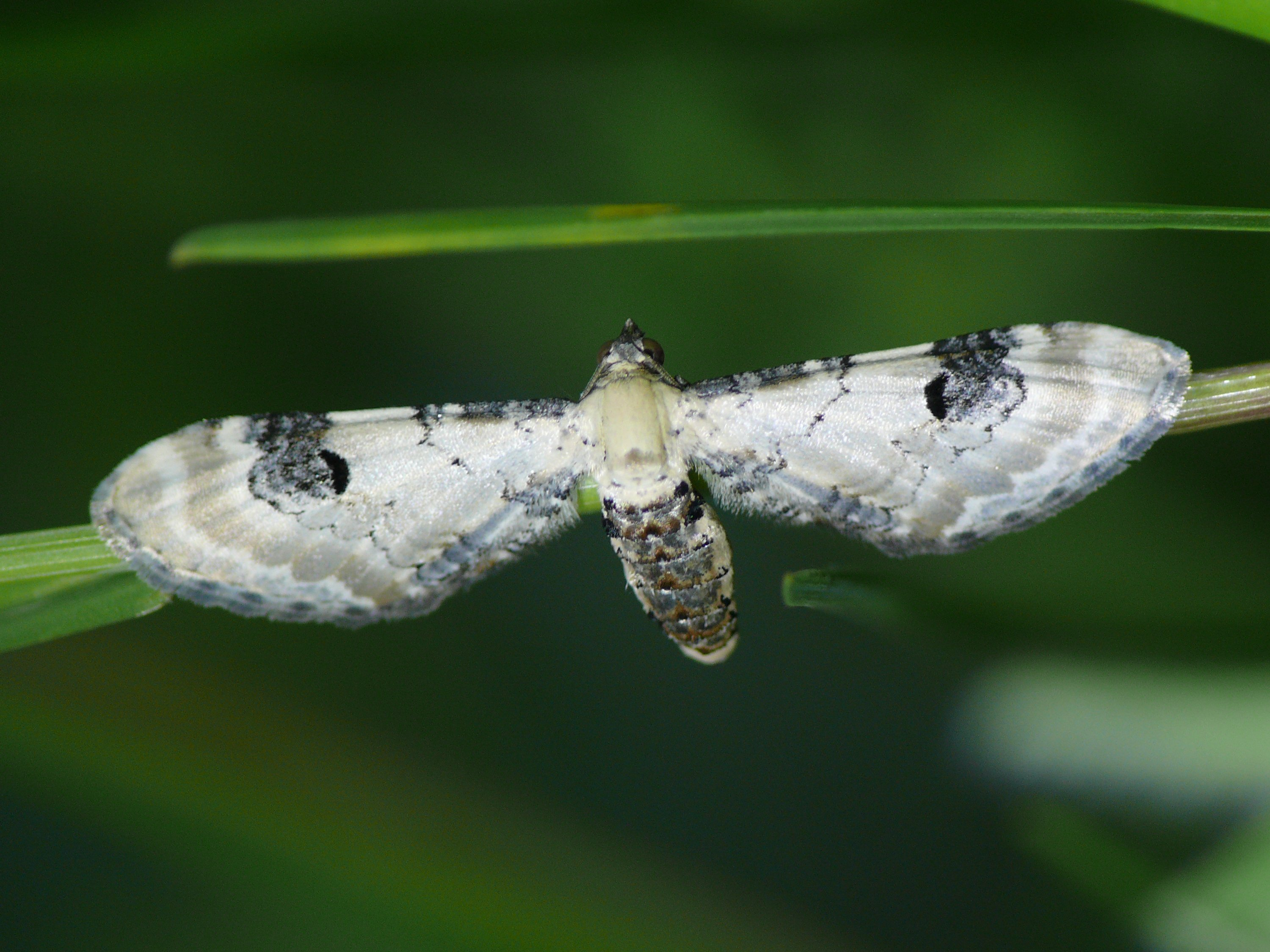
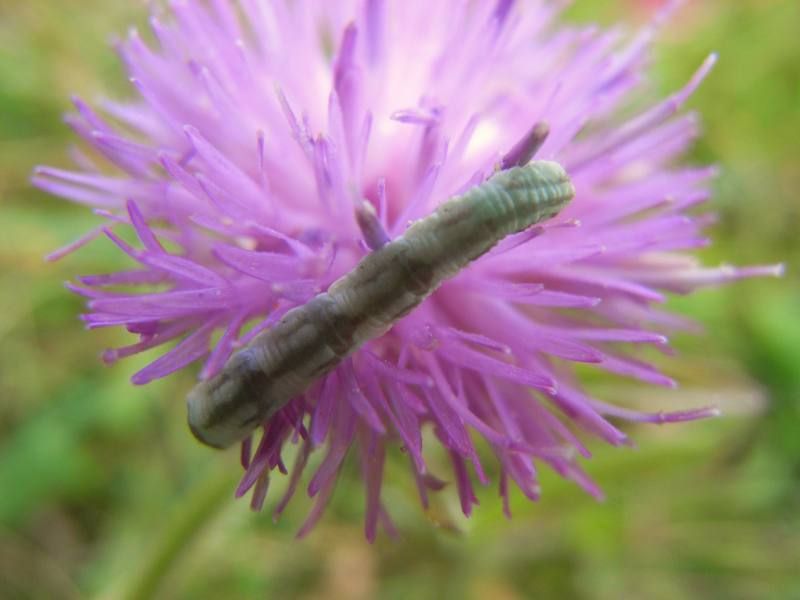
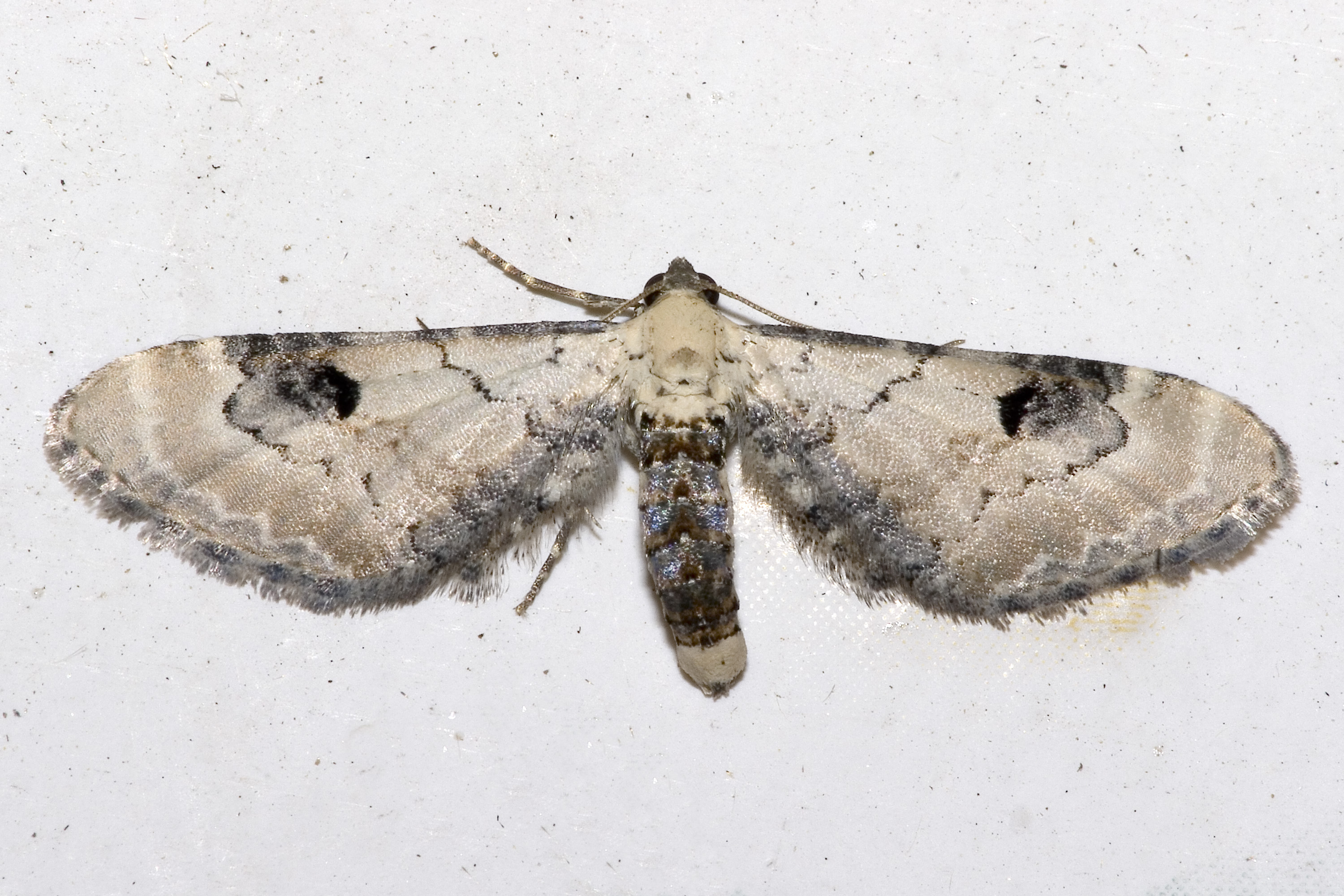